# Czekaj (Wola Szczucińska)
Czekaj – część wsi Wola Szczucińska w Polsce, położona w województwie małopolskim, w powiecie dąbrowskim, w gminie Szczucin.
W latach 1975–1998 Czekaj administracyjnie należał do województwa tarnowskiego.